# Cooper (Maine)
Cooper ist eine Town im Washington County des Bundesstaates Maine in den Vereinigten Staaten. Im Jahr 2020 lebten dort 168 Einwohner in 163 Haushalten auf einer Fläche von 84,36 km².

## Geographie
Nach dem United States Census Bureau hat Cooper eine Gesamtfläche von 84,36 km², von der 79,54 km² Land sind und 4,82 km² aus Gewässern bestehen.

### Geographische Lage
Cooper liegt zentral im Washington County. Im Süden grenzt der Big Inlet an. Diverse kleinere Seen und kleinere Flüsse verteilen sich über das Gebiet der Town. Die Oberfläche ist eher eben, die höchste Erhebung ist der 217 m hohe, zentral gelegene Cooper Hill.

### Nachbargemeinden
Alle Entfernungen sind als Luftlinien zwischen den offiziellen Koordinaten der Orte aus der Volkszählung 2010 angegeben.
- Norden: Alexander, 11,5 km
- Nordosten: Meddybemps, 8,4 km
- Südosten: Charlotte, 12,0 km
- Süden und Westen: East Central Washington, Unorganized Territory, 16,7 km
- Nordwesten: Crawford, 13,7 km

### Stadtgliederung
In Cooper gibt es drei Siedlungsgebiete: Cedar, Cooper und Grove.

### Klima
Die mittlere Durchschnittstemperatur in Cooper liegt zwischen −7,8 °C (18 °F) im Januar und 19,4 °C (67 °F) im Juli. Damit ist der Ort gegenüber dem langjährigen Mittel der USA um etwa 9 Grad kühler. Die Schneefälle zwischen Oktober und Mai liegen mit bis zu zweieinhalb Metern mehr als doppelt so hoch wie die mittlere Schneehöhe in den USA; die tägliche Sonnenscheindauer liegt am unteren Rand des Wertespektrums der USA.

## Geschichte
Cooper wurde zunächst als Township No. 15 Eastern Division, Bingham's Penobscot Purchase (T15 ED BPP) vermessen. Als Town wurde das Gebiet am 6. Februar 1822 organisiert. Land wurde an Alexander im Jahr 1838 abgeben und an Meddybemps im Jahr 1841. Benannt wurde das Gebiet nach einem frühen Siedler, General John Cooper. Cooper war im Alter von 24 Jahren High Sheriff und Gefängniswärter für das Washington County und Haupteigentümer des „wilden Landes“ im heutigen Cooper. Sein Grab befindet sich auf dem General Cooper Cemetery auf einem Privatgrundstück in der Nähe der Cathance Grange. Die Besiedlung des Gebietes begann 1812. John Cooper ließ sich 1816 in dem Gebiet nieder. Er baute ein Sägewerk und eine Getreidemühle. Sein Haus, ein bedeutendes Wohnhaus, wurde 1876 durch ein Feuer zerstört.
In den 1800er Jahren verdienten die Einwohner ihren Lebensunterhalt hauptsächlich mit Holzfällen und Landwirtschaft. Dies sind für viele weiterhin die Haupteinnahmequellen. Hauptfeldfrucht ist die Blaubeere. Weitere sind Preiselbeeren und Trauben. Cooper hat nur wenige öffentliche oder Gemeinschaftsgebäude. Ausnahmen bilden der 1911 erbaute Cathance Grange und das 1968 erbaute Cooper Fire House.

### Einwohnerentwicklung
| Volkszählungsergebnisse – Town of Cooper, Maine | Volkszählungsergebnisse – Town of Cooper, Maine | Volkszählungsergebnisse – Town of Cooper, Maine | Volkszählungsergebnisse – Town of Cooper, Maine | Volkszählungsergebnisse – Town of Cooper, Maine | Volkszählungsergebnisse – Town of Cooper, Maine | Volkszählungsergebnisse – Town of Cooper, Maine | Volkszählungsergebnisse – Town of Cooper, Maine | Volkszählungsergebnisse – Town of Cooper, Maine | Volkszählungsergebnisse – Town of Cooper, Maine | Volkszählungsergebnisse – Town of Cooper, Maine |
| Jahr                                            | 1800                                            | 1810                                            | 1820                                            | 1830                                            | 1840                                            | 1850                                            | 1860                                            | 1870                                            | 1880                                            | 1890                                            |
| ----------------------------------------------- | ----------------------------------------------- | ----------------------------------------------- | ----------------------------------------------- | ----------------------------------------------- | ----------------------------------------------- | ----------------------------------------------- | ----------------------------------------------- | ----------------------------------------------- | ----------------------------------------------- | ----------------------------------------------- |
| Einwohner                                       |                                                 |                                                 |                                                 | 396                                             | 657                                             | 562                                             | 468                                             | 360                                             | 346                                             | 264                                             |
| Jahr                                            | 1900                                            | 1910                                            | 1920                                            | 1930                                            | 1940                                            | 1950                                            | 1960                                            | 1970                                            | 1980                                            | 1990                                            |
| Einwohner                                       | 207                                             | 190                                             | 197                                             | 153                                             | 178                                             | 128                                             | 106                                             | 88                                              | 105                                             | 124                                             |
| Jahr                                            | 2000                                            | 2010                                            | 2020                                            | 2030                                            | 2040                                            | 2050                                            | 2060                                            | 2070                                            | 2080                                            | 2090                                            |
| Einwohner                                       | 145                                             | 154                                             | 168                                             |                                                 |                                                 |                                                 |                                                 |                                                 |                                                 |                                                 |

## Wirtschaft und Infrastruktur

### Verkehr
Die Maine State Route 191 verläuft durch die Town.

### Öffentliche Einrichtungen
Es gibt keine medizinischen Einrichtungen in Cooper. Die nächstgelegenen befinden sich in Machias.
Cooper besitzt keine eigene Bücherei.

### Bildung
Für die Schulbildung in Cooper ist das Cooper School Department zuständig. In Cooper gibt es keine eigenen Schulen, Schülerinnen und Schüler besuchen Schulen in angrenzenden Gemeinden.